# Гулянско македонско благотворително братство
Гулянското македонско благотворително културно-просветно братство „Братя Миладинови“ е организация на бежанците от областта Македония, установили се в никополското селище Гулянци.

## История
Основано е на 4 януари 1932 година в дома на Георги Кирков. В настоятелството влизат Христо Урумов (председател), Антон Куртев (подпредседател), Антон Попов (секретар), Стефан Г. Капитанчев (касиер) и съветници Велко Мандарчев, Христо Павлов и Иван Кръстев Янев. На отчетно-изборно събрание от 14 януари 1936 година в присъствието на 45 редовни членове е избрано ново настоятелство с председател Васил Стефанов, Иван Г. Карабашев (подпредседател), Христо Павлов (секретар), Стефан Г. Капитанчев (касиер), Иван Хр. Тодев (член), Ламбо Г. Попов (член), Делю Хр. Пашалиев (член) и подгласници Нако Стефанов и Тодор Ангелов. В контролната комисия влизат Наци Милков (председател), Георги Думков (член), Цвятко Николов (член), Иван Миндизов (подгласник), Илия Ст. Караджов (подгласник). Стига се до разцепление, начело на единия лагер застава учителят Сергей Михайлов. През май месец същата година се провежда ново общо събрание на членовете и е избрано настоятелство в състав Атанас Кочов, Ламбо Т. Попов, Сергей Михайлов, Георги Грънчаров, а в контролната комисия влизат Манол Т. Манолов, Ангел Т. Буков и Георги Думков.